# Bo Nilsson (tonsättare)
Bo Birger Sandor Nilsson, född 1 maj 1937 i Skelleftehamn, Skellefteå stadsförsamling, Västerbottens län, död 25 juni 2018 i Stockholm, var en svensk tonsättare och sångtextförfattare.  Bo Nilsson gjorde succé som kompositör vid debuten i Köln 1956 med verket Zwei Stücke, och hans verk har framförts bland annat av Pierre Boulez. Eftersom han då bodde i Malmberget, fick han av en journalist epitetet "Geniet från Malmberget".
Nilsson valdes in som medlem i Föreningen svenska tonsättare 1962. Bland hans viktigare verk kan nämnas Quantitäten (1957) för pianosolo, Ett blocks timme för sopransolo och kammarensemble efter text av Öyvind Fahlström, Brief an Gösta Oswald (1958–1962), Drei Szenen för orkester och Fatumeh (1971) för recitatör, kör, rockgrupp och symfoniorkester. Han har också skrivit musik till flera filmer och TV-serier, som till exempel Hemsöborna och Röda Rummet.
Nilsson var hedersdoktor vid Luleå tekniska universitet. I samband med utnämningen till hedersdoktor skänkte konstnär Echi Åberg, Kivik, ett porträtt av kusinen Bo Nilsson till universitetet. Bo Nilsson är gravsatt i askgravlunden på Kungsholms kyrkogård i Stockholm.

## Priser och utmärkelser
- 1974 – Stora Christ Johnson-priset för Brief an Gösta Oswald
- 1993 – Rosenbergpriset
- 2000 – Filosofie hedersdoktor vid Luleå tekniska universitet
- 2007 – Medaljen för tonkonstens främjande

## Verkförteckning

### Instrumentalmusik
- For Strings Only för liten stråkorkester, op. 1 (1954)
- Frequenzen för piccolaflöjt, flöjt, gitarr, xylofon, vibrafon, 2 slagverkare och kontrabas (1955)
- Zwei Stücke: Nr 1 för flöjt, basklarinett, piano och 4 slagverkare (1955)
- Variationer för klarinett och piano (1955)
- Fyra stycken för fagott och piano (1955)
- Kompositioner 1955–1956 (1955–56)
  1. ”Två stycken” för flöjt, basklarinett, piano och 4 slagverkare
  2. Nr 2 för orkester
  3. Nr 3 för trumset, vibrafon, violin, flöjt, trombon, pukor piano, klockspel och cello
  4. Nr 4 för koloratursopran (vokaliserande) och instrument
  5. Stycke för flöjt, vibrafon, gitarr, pukor och trumset
- Zeitpunkte för 10 träblåsare (1956)
- Doppelspiel för 9 slagverkare (1956)
- Bewegungen för piano (1956)
- Schlagfiguren för piano (1956)
- Buch der Veränderungen för piccolaflöjt, violin, marimba, vibrafon, viola, gitarr och slagverk (1957)
- Kreuzungen för flöjt, gitarr, vibrafon, xylofon och 4 trumset (1957)
- Audiogramme, elektroakustisk musik (1957)
- Zwanzig Gruppen för piccolaflöjt, oboe och klarinett (1958)
- Quantitäten för piano (1958)
- Reaktionen för 1–4 slagverkare (1960)
- Stenogramm för orgel (1960)
- Drei Szenen för kammarorkester (1960–61)
- Versuchungen för 4 valthorn, 4 trumpeter, 4 tromboner, slagverk, stråkar och piano (1961)
- Vier Prologen, svit ur musiken till filmen En söndag i september för orkester (1963)
- Entrée för flera högtalare och orkester (1963)
- Litanei über das verlorene Schlagzeug för orkester (1964)
- Fanfare for the Lions för brassensemble (1966)
- Revue för kammarorkester (1967)
- Déjà-vu för flöjt, oboe, klarinett och fagott (1967)
- Attraktionen för stråkkvartett (1968)
- Rendez-vous för piano (1968)
- Röda rummet, konsertversion för orkester (1969)
- Plexus för blåsare, slagverk och piano (1969)
- Invitation to Love – Mysteries of Love för piano och stråkorkester (1969)
- Fräulein Julie för violin, klarinett och piano (1969)
- Exit för orkester med tape (1970)
- Déja connu för blåskvintett (1973)
- Stunde eines Blocks – Fragments för marimba och 5 gonggongar (1974)
- Introduktion och Midsommarlåt för nyckelharpor (1974)
- Déja connu, déja entendu för blåskvintett (1976)
- Bass för solo-tuba och slagverk, med elektronik (1977)
- Kvartett för träblåsare för flöjt, oboe/klarinett, klarinett, fagott/basklarinett (1978)
- Pianokvintett (1979)
- Amatista per madre Tua Maria för brasskvintett (1980)
- Wendepunkt för bleckblåsare och live-elektronik (1981)
- Carte postale a Sten Frykberg för brasskvintett (1985)
- Endepunkt för brasskvintett (1985)
- Infrastruktur för brasskvintett (1986)
- Vykort till Gällivare för brassensemble (1993)
- Arctic Romance för piano (1995)
- Wiesenblümchen för stråkorkester (1996–98)
- Kaleidoskop för flöjt, vibrafon och kammarensemble (1997)
- Arctic Air för orkester (2001)
- Kadenzen för orkester (2001)

### Vokalmusik
- Stunde eines Blocks för sopran och 6 musiker till text av Öyvind Fahlström (1957–58)
- Brief an Gösta Oswald, kantatcykel för sopran, alt, damkör, 3 orkestrar och högtalare till text av Gösta Oswald
  1. ”Seance” för stor orkester (1959)
  2. ”Ein irrender Sohn” för alt och orkester (1958)
  3. ”Mädchentotenlieder” för sopran och orkester (1958)
  4. ”Und die Zeiger seiner Augen wurden...” för sopran, alt, 3-stämmig damkör och orkester (1959)
- La Bran för blandad kör och orkester till text av Ilmar Laaban (1961)
- La Bran – Anagramme sur Ilmar Laaban för saxofon, blandad kör och orkester (1963/1976)
- En blödande ros för röst och orkester till text av Olof Lagercrantz (1964)
- Louises cha-cha ur filmen Att älska, för röst och piano till text av Emil Hagström (1966)
- Album, 7 stycken för piano till text av Cornelis Vreeswijk (1966)
- Ayiasma för blandad kör med flöjt till text av Gunnar Ekelöf (1967)
- Mässa för kristen enhet för liturg, församling, blandad kör, 3 flöjter, fagott, valthorn och orgel (1968)
- Der Glückliche för blandad kör och sopransolo till text av Hans Bethge (1968)
- Quartets för 4 röster, blåsinstrument, slagverk och tape (1968–69)
- Vi kommer att träffas i morgon till text av Urban Torhamn (1969)
  1. ”Nej, kyss mig nu” för blandad kör med sopransolo
  2. ”Du ler” för blandad kör
  3. ”Ur en ordbok” för blandad kör med sopransolo
- A Spirit's Whisper – in Swedenborg's Gazebo, filmmusik för koloratursopran, synth/piano, stråkar och tape (1970/1997)
- Nazm för recitatör, jazzgrupp, kör och orkester till text av Gunnar Ekelöf (1972–73)
- Tesbih för recitation, sopran, blandad kör, orkester och jazzgrupp till text av Gunnar Ekelöf (1973)
- Fatumeh Nazm – Madonna för recitatör, sopransolo, improvisationsgrupp och orkester via stereo  till text av Gunnar Ekelöf (1973)
- Szene IV för saxofon, blandad kör och orkester (1974)
- Madonna (Portrait de ma mère) för sopran, recitatör och orkester med improvisationsgrupp, elektronik, text av Gunnar Ekelöf (1976)
- Flöten aus der Einsamkeit för sopran och 9 musiker till text av Bertil Malmberg (1976)
- Liebeslied för mezzosopran och orkester till text av Rainer Maria Rilke (1979)
- Missilen för röst, jazzgrupp, kör och orkester (1988)
- Arctic Love Affair för baryton och piano (1996)
- Vaggvisa för en orolig själ för röst eller blandad kör och piano till text av Gudrun Ekstrand (2006)
- Genom mitt öppna fönster för blandad kör och piano till text av Gudrun Ekstrand (2007)

### Populärmusik och jazz
- Filmmusik till Här börjar äventyret (1965)
  - ”Har du nånsin hört någon spela jazz på en elektrisk flöjt?” med text av Cornelis Vreeswijk
  - ”Vals i mejram” med text av Cornelis Vreeswijk
- Filmmusik till Stimulantia (1965)
  - ”Baba-jinde”
  - ”Bach goes to Brazil”
  - ”Delycid lsd 25”
  - ”Du” med text av Cornelis Vreeswijk
- Det finns ju faktiskt telefon med text av Cornelis Vreeswijk (1965)
- Filmmusik tillsammans med Olle Swembel till Glaslek av John Selbing för Orrefors Glasbruk (1968)
- Blåsvart samba med text av Hawkey Franzén (1971)
- Raga Rena Rama för storband (1973)
- Introduktion och Midsommarlåt för nyckelharpor (1974)
- Samakkofröjd, schottis för dragspel (1977)
- Höstvisa till Lisbet med text av Lars Forssell (1985)
- Min vind är din med text av tonsättaren (1985)
- Ravaillac, fjorton sånger för röst, piano och ensemble (1994)
  1. ”Jag tänker en ljuvlig tanka” med text av tonsättaren
  2. ”Poesialbumet” med text av Lennart Hellsing
  3. ”Vals i mejram” med text av Cornelis Vreeswijk
  4. ”Min vind är din” med text av tonsättaren
  5. ”En längtan för längtans skull” med text av Erik Axel Karlfeldt
  6. ”I Tistelby och Gråhult” med text av Emil Hagström
  7. ”Har du nånsin hört någon spela jazz på en elektrisk flöjt?” med text av Cornelis Vreeswijk
  8. ”Tusenskönan från Åskloster” med text av tonsättaren
  9. ”Ravaillac” med text av Gudrun Ylinentalo
  10. ”Vem är den filuren” med text av Gudrun Ylinentalo
  11. ”Operabaren in memoriam” med text av tonsättaren
  12. ”Röda höst” med text av Lars Forssell
  13. ”Den glade korvstopparen” med text av tonsättaren
  14. ”Nattens ensamhet” med text av Gudrun Ylinentalo
- Nu rider våren sin Eriksgata med text av Nils Ferlin (1998)

## Filmmusik (urval)
- 1963 – En söndag i september
- 1965 – Här börjar äventyret
- 1966 – Hemsöborna
- 1966 – Träfracken
- 1967 – Stimulantia
- 1968 – Bombi Bitt och jag (TV-serie)
- 1970 – Röda rummet (TV-serie)

## Filmografi
- 1956 – Främlingen från skyn